# Этельвирд
Этельвирд (Эльфверд; англосакс. Ælfweard, Æthelweard; около 904 — 2 августа 924) — король Уэссекса в 924 году.

## Биография
Этельвирд, сын Эдуарда Старшего от его второй жены Эльфледы Уэссекской, жил отшельником около Бриджнорта и больше внимания уделял книгам, чем реальности.
По одной из версий «Англосаксонской хроники», витенагемот (совет старейшин) избрал его королём Уэссекса после смерти Эдуарда I (17 июля 924 года), в то время как его единокровный брат Этельстан получил в управление Мерсию. Своей столицей Этельвирд избрал Оксфорд, однако уже 2 августа он неожиданно умер, так и не пройдя церемонию коронации. Предполагают, что он был убит по приказу Этельстана, которого их отец, по сообщениям некоторых хроник, объявил своим наследником.
Этельвирд не был женат и не оставил потомков. Как и большинство остальных королей Уэссекской династии, Этельвирд был похоронен в Уинчестерском соборе.